# Theater von Aptera
Das Theater von Aptera (griechisch Θέατρο της Απτέρας Theatro tis Apteras) ist ein Theaterbau der griechischen Antike im Nordosten der griechischen Insel Kreta. Es befindet sich in der antiken Stadt Aptera beim Ort Aptera (Άπτερα) im Regionalbezirk Chania am Südrand der bis zu 231 Meter hohen Hochfläche des Berges Paleokastro (Παλαιόκαστρο). Das Theater wurde in hellenistischer Zeit im 3. Jahrhundert v. Chr. in einer natürlichen Senke nahe dem südöstlichen Stadteingang zum antiken Aptera erbaut und in der römischen Epoche erweitert. Starke Schäden am Bauwerk entstanden wahrscheinlich durch das Erdbeben vor Kreta 365 n. Chr. Zuschauerraum (cavea oder koilon), Tanzplatz (orchestra) und Bühnengebäude (skene oder scaena) sind nur teilweise erhalten. Das Bauwerk ist Teil der Ausgrabungsstätte der antiken Stadt und steht seit 2014 auf der griechischen Tentativliste für das UNESCO-Weltkulturerbe.

## Lage
Das Theater von Aptera liegt auf etwa 215 Metern Höhe am Südhang des Paleokastro mit Blick auf die Weißen Berge (Λευκά Όρη Lefka Ori). Die Entfernung zur Nordküste Kretas beim Kalami-Strand (Παραλία Καλάμι Paralia Kalami) am Ägäischen Meer beträgt ungefähr 900 Meter. Etwa 720 Meter südöstlich des Theaters verläuft das Bachbett des Kiliaris (Κοιλιάρης ποταμός Kiliaris potamos), der im Osten der Ausgrabungsstätte ins Meer mündet.
Der heute teilweise erhaltene Haupteingang zur antiken Stadt im Westen an der Stadtmauer aus dem 4. Jahrhundert v. Chr. befindet sich 440 Meter nordwestlich. Im Norden des Theaters sind die Reste zweier römischer Zisternen erhalten, eine 160 Meter, die andere 220 Meter entfernt. Sie gehören zu den Ruinen zweier Gebäude, in denen sich Thermen aus römischer Zeit befanden. Vor ihnen, in 160 Metern Entfernung vom Theater, befinden sich die Fundamente eines zweizelligen, wahrscheinlich hellenistischen Heiligtums. Neben diesen steht das erhaltene, aber seit 1962 nicht mehr in seiner ursprünglichen Funktion genutzte Kloster des Heiligen Johannes des Theologen (Μονή Αγίου Ιωάννου Θεολόγου Απτέρων Moni Agiou Ioannou Theologou Apteron), einer Tochtergründung des gleichnamigen Klosters auf Patmos.

## Geschichte und Beschreibung
Robert Pashley erkannte 1837 in seinem Buch Travels in Crete, dass das Theater von Aptera nicht wie andere griechische Theater der Antike aus dem Fels geschnitten war. Ihm schien, dass es zwei Drittel seiner ursprünglichen Größe eingebüßt hatte. Während Lucio Mariani das Theater 1896 in Antichità cretesi nur kurz erwähnte, beschrieb es Luigi Savignoni 1901 als einen formlosen Haufen Ruinen, von denen nur wenige Reste sichtbar sind.

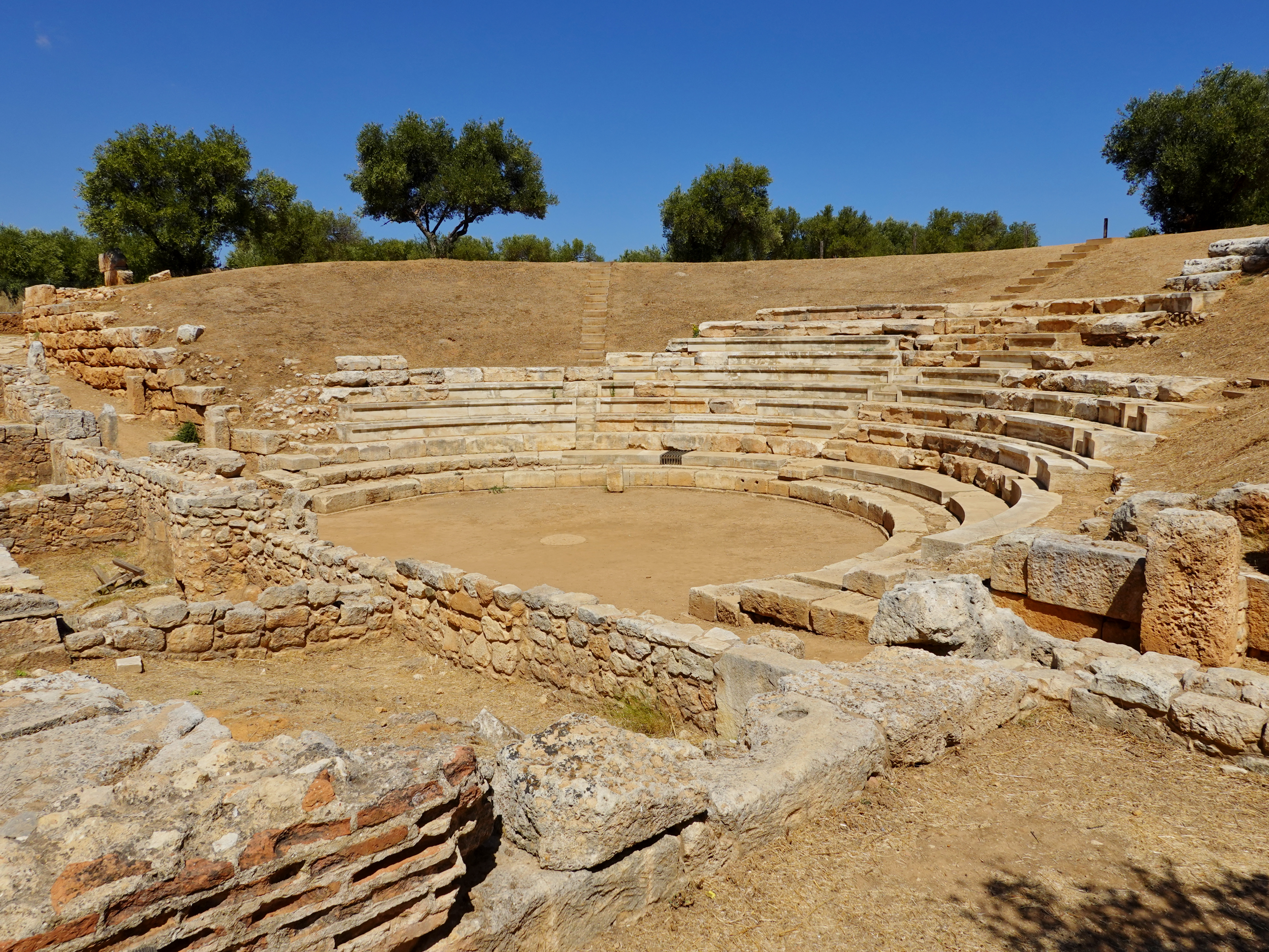
Bühne mit Zuschauerraum

Im August 1942, während der deutschen Besatzungszeit Kretas, erhielt Heinrich Drerup den Auftrag, das Gebiet des antiken Aptera zu vermessen und die noch sichtbaren Reste in einen anzufertigenden Geländeplan einzutragen. Der fertiggestellte Plan wurde anschließend mit griechischen und deutschen Luftbildaufnahmen verglichen. Das Theater beschrieb Drerup als eine mit Steinen überdeckte Mulde mit einem in halber Höhe erkennbaren rundlaufenden Zwischengang, Resten der Sitzbänke und der schräg auf die Bühne zulaufenden Paraskenien. Die Vermessung ergab für den Zuschauerraum einen Durchmesser von 55 Meter, für den Tanzplatz von 18 Meter und für das Bühnengebäude die Maße 15 × 6 Meter. Im Zuge der späteren Ausgrabungen wurden die Maße korrigiert bzw. präzisiert.
Das von Heinrich Drerup im Zuschauerraum entdeckte, jedoch heute nicht mehr vorhandene dorische Kapitell spätpergamenischer Zeit mit steilem bauchigen Echinus führte zur Datierung der Bauzeit des Theaters in die hellenistische Zeit des 3. Jahrhunderts v. Chr. Darüber hinaus waren Drerup Reste von Ziegelwänden an der Bühnenarchitektur aufgefallen, die auf einen späteren römischen Umbau hinwiesen. Als überwiegendes Baumaterial des Theaters diente lokaler Poros-Kalkstein, der allgemein für die Bauten der antiken Stadt verwendet wurde.

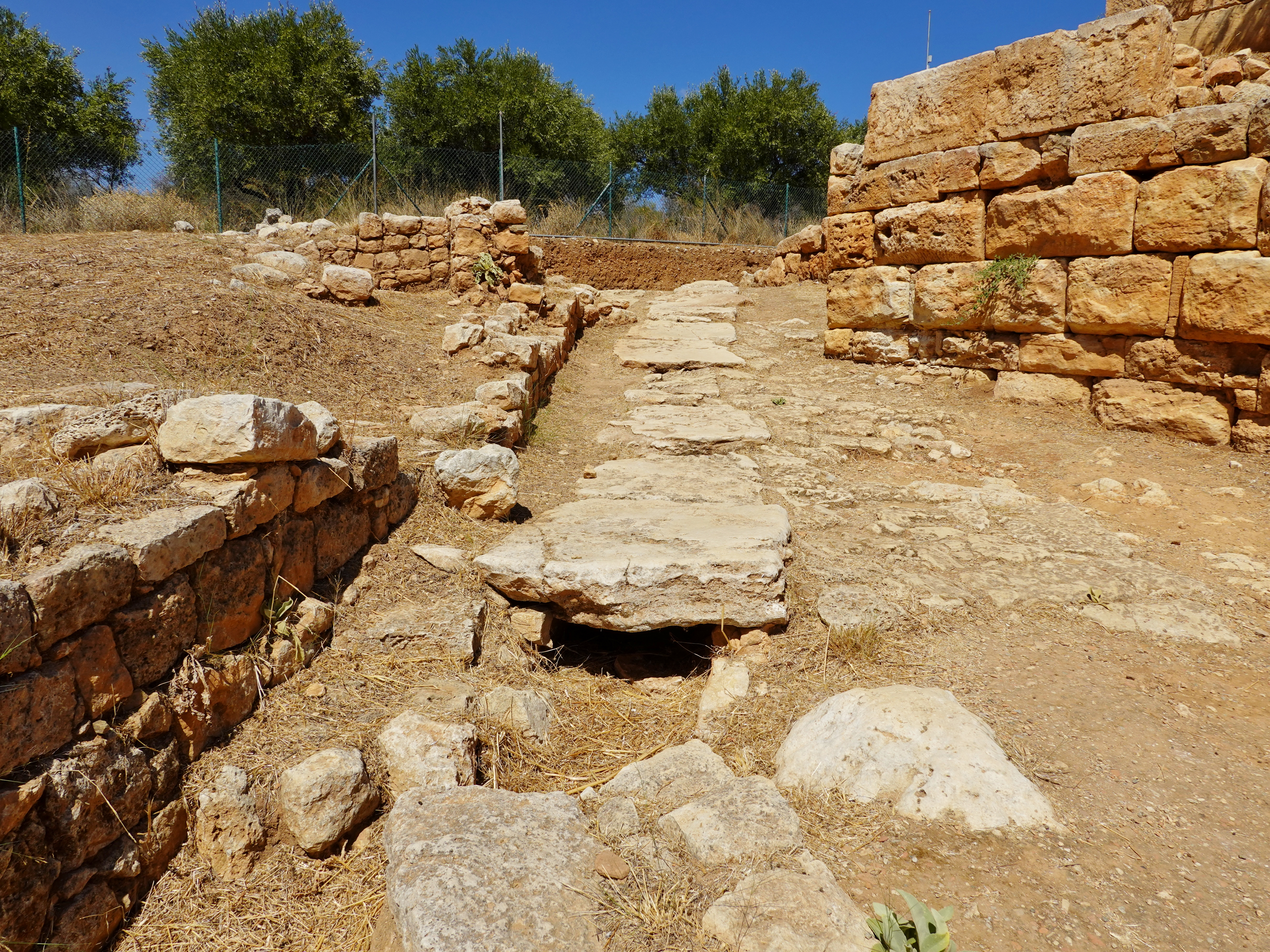
Westlicher Zugang

Die systematischen Ausgrabungen des Theaters von Aptera begannen im Juli 2008 unter der Leitung der Archäologin Vanna Niniou-Kindeli. Zunächst wurden die hellenistischen seitlichen Zugänge (parodoi) zum Tanzplatz (orchestra) freigelegt, die in römischer Zeit mit Bögen (arcūs) versehen waren. Hier befanden sich Regenwasserkanäle unter dem Pflaster. Die Seitenwände der Zugänge zum Zuschauerraum und zum Bühnengebäude sind mit großen Steinblöcken ausgeführt, die sich auch bei den hellenistischen Befestigungsanlagen der antiken Stadt finden. Viele der Steinblöcke wurden auf dem Boden der Zugänge ausgegraben, in die sie, wahrscheinlich infolge des Erdbebens von 365 n. Chr., durch den Druck der Erdfüllung des Zuschauerraums hereingefallen waren. Der Zuschauerraum (cavea) scheint aus mindestens 13 Sitzreihen bestanden zu haben, wobei die oberen Reihen aufgrund moderner Eingriffe zur Nivellierung der Fläche für den landwirtschaftlichen Anbau während der Nutzung des Klosters nicht erhalten geblieben sind. Einen erheblichen Schaden hatte ein in der Neuzeit in der Mitte des Zuschauerraums gebauter Kalkofen verursacht, der mit den Sitzblöcken und architektonischen Elementen befeuert wurde.

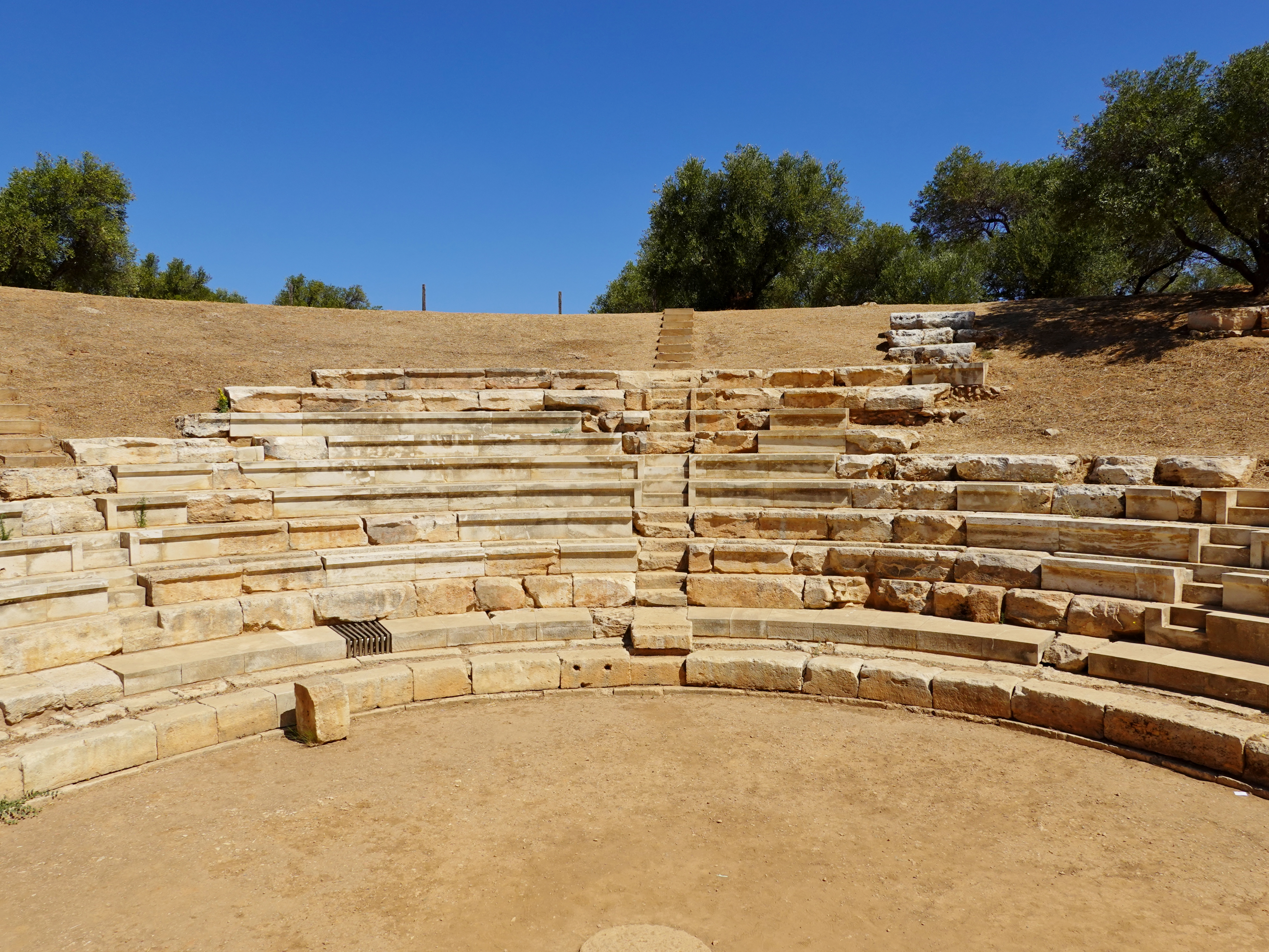
Mitte des Zuschauerraums

Die Sitzblöcke des Zuschauerraums lagen auf einer feinen Schicht Kalkmörtel über Trümmermauerwerk und waren mit Lehmmörtel gebunden. Die Schichten des Trümmermauerwerks bedeckten harte rote Erde, aus der das hellenistische Theater bestand. Dieses hatte eine sanftere Neigung, als die etwa 28° der römischen Phase, von deren oberer Auffüllung nur die Reste der Stützmauern (analemmata) erhalten sind. Die Sitze hatten eine Höhe von 37 bis 39 cm. Die 34 cm breiten Sitzflächen waren um 3° nach vorn geneigt, um das Regenwasser abfließen zu lassen. Hinter den Sitzflächen befanden sich 29 cm breite und 1,5 bis 2 cm tiefe Fußstützen. Dahinter schlossen sich 15 cm Fläche bis zur nächsten Sitzstufe an. Der Zuschauerraum war durch fünf Treppen in vier Blöcke (cunei) getrennt, von denen die Mitteltreppe eine Breite von 70 cm, die anderen vier Treppen von 50 cm hatten. In die untere Begrenzung des Zuschauerraums zur Bühne ist eine 52 cm tiefe und 61 cm breite halbkreisförmige Regenwasserableitung integriert, die mit Kalksteinplatten abgedeckt ist.

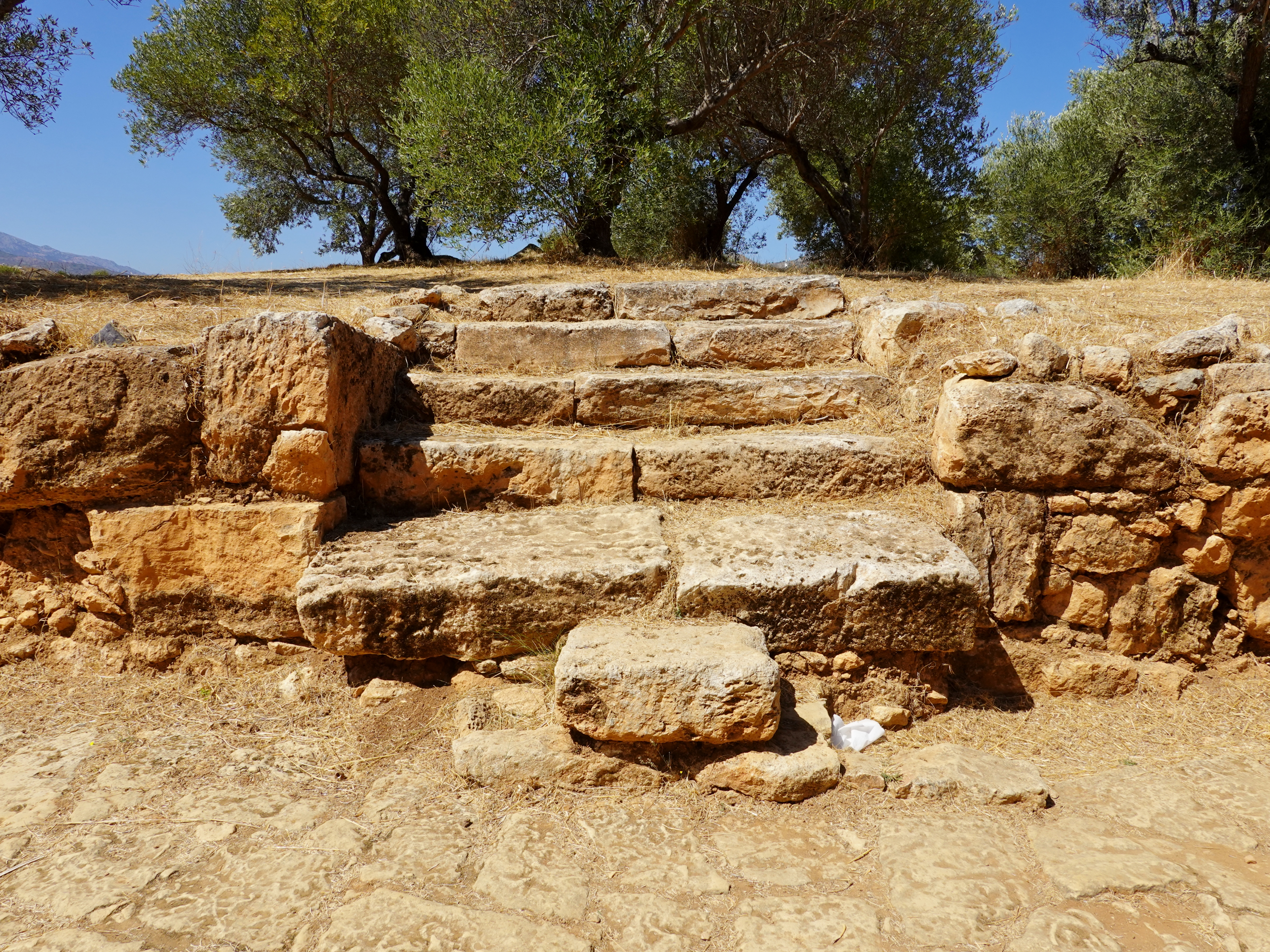
Innentreppe im Nordosten

Entsprechend der Enden der Stützmauern, die in gleichem Abstand vom Tanzplatzzentrum liegen, hatte der Zuschauerraum einen Durchmesser von 54,70 Meter, was 25 Sitzreihen entspricht, von denen heute nur noch Spuren von 13 Reihen sichtbar sind. Eine weitere Mauer, die die künstliche Aufschüttung stützte, weist auf eine elliptische Ausdehnung nach Norden. Im Nordosten des Zuschauerraums wurde zusammen mit den ersten fünf Stufen einer Innentreppe aus der römischen Bauphase ein Eingang freigelegt, der zum breiten Rundgang (praecinctio) geführt haben muss, der die Sitzreihen in Ränge gliederte. Die fünfstufige Treppe liegt an einer 1,60 Meter breiten und 55 Meter langen gepflasterten Straße, die zum östlichen Zugang zum Tanzplatz führte. Im Westen gab es wahrscheinlich einen Eingang, der über eine Außentreppe oder -rampe Zugang zum inneren Rundgang des Zuschauerraums ermöglichte. Eine ähnliche Anordnung gibt es in den Theatern von Messene und Iasos, wo die verborgenen Treppen mit den äußeren zusammen existieren. Etwa 100 Meter westlich wurde eine Straße in Richtung der Westtreppe freigelegt.
Der Boden des Tanzplatzes (orchestra) besteht aus fest verdichteter Erde. In der Mitte wurde das kreisförmige Steinfundament der Thymele, einer Erhöhung für einen kleinen Altar des Dionysos, gefunden. Die Thymele bildete gleichermaßen das Zentrum des Tanzplatzes wie für den Zuschauerraum. Mit einem Radius von 5,45 Meter ist die orchestra des Theaters von Aptera eine der kleinsten der bekannten antiken Theaterbauten.

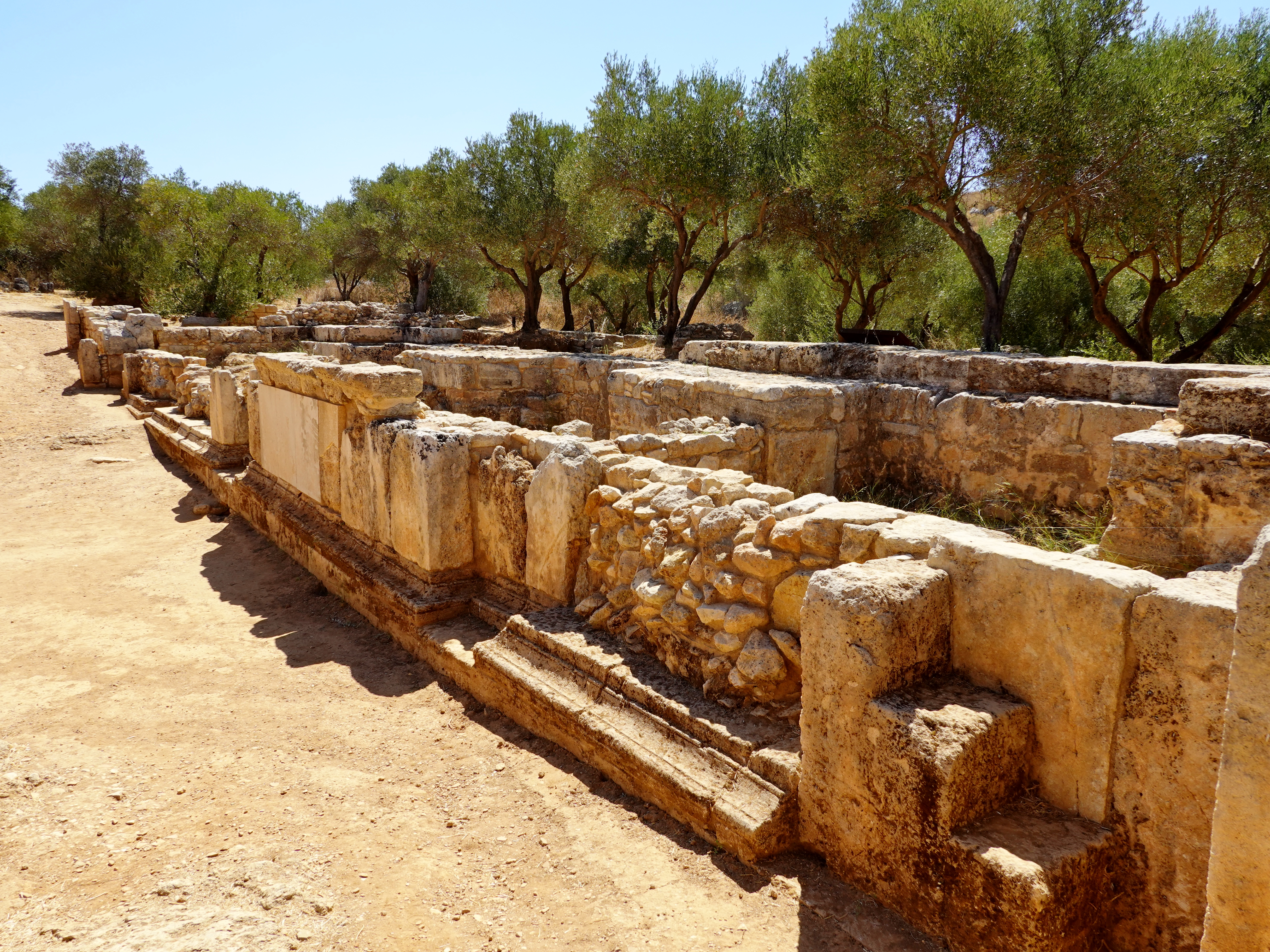
Vorbühnenwand mit Nischen

Die Wand der Vorbühne (proszenium) zum Tanzplatz bestand und besteht noch teilweise im Kern aus mit Kalkmörtel gebundenem Schuttmauerwerk, das mit vertikal verlegten Kalksteinplatten verkleidet wurde, die auf einem niedrigen Podium aufliegen. Den unteren und oberen Abschluss der Kalksteinplatten bildeten konvex und konkav geformte Steine. In die Fassade der Bühnenwand sind drei Nischen integriert, eine halbkreisförmige in der Mitte und je eine rechteckige an den Seiten. An den beiden Enden der Wand in Richtung der Seitenflügel (versurae) befinden sich zwei schmale monolithische Treppen, die zum Holzboden der Bühne (pulpitum) führten. Zwei Querwände aus Schuttmauerwerk verbinden die Proszeniumwand mit den Bühnenhausfronten und trennen den langen Raum unter der Bühne (hyposcaenium) in drei Teile. Die Wände in diesen Bereichen wurden nicht verputzt, da sie vom Holzboden der Bühne bedeckt waren. Die Vorbühne und die Querwände bilden eine spätere Phase der Bühnenfassade (scaenae  frons) und sind unterschiedlich aufgebaut.

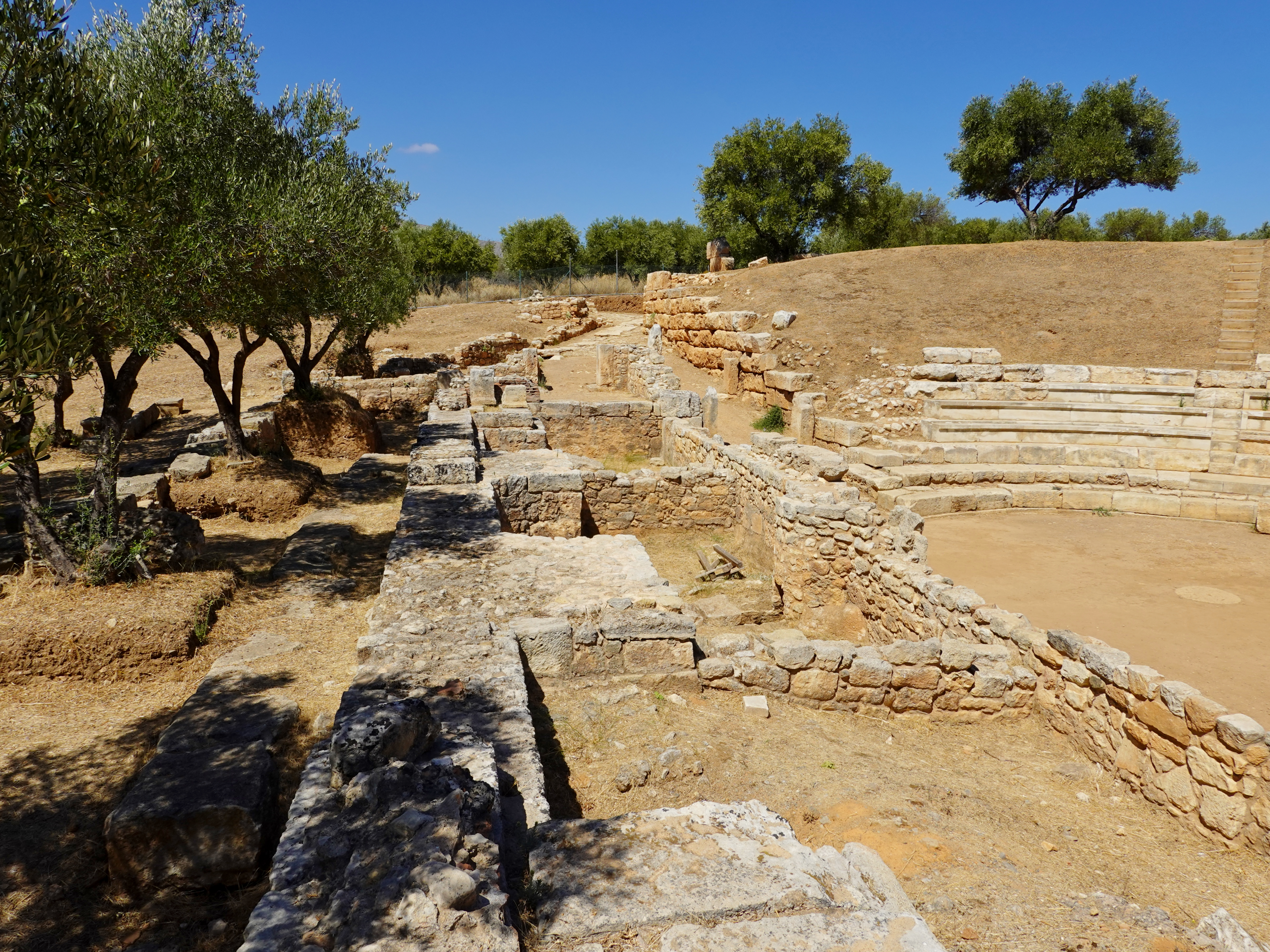
Reste der Bühnenfassade

Die Fundamente der Bühnenfassade (Scaenae-Frons-Wand) bestehen aus einer Reihe großer Steinblöcke, die eine etwa 21 cm breite Aussparung aufweisen, die wahrscheinlich die Balken der hölzernen Bühne trugen. Darüber sind die Reste der 70 cm breiten Bühnenfassade und der angeschlossenen Seitenflügel bis auf eine Höhe von etwa 60 cm erhalten. Sie bestehen aus großen gehauenen sowie kleineren unbearbeiteten Steinen, die durch einen starken Kalkmörtel (opus testaceum) verbunden sind, mit einer Ziegelverkleidung im oberen Bereich. Eine Analyse zeigte, dass der verwendete Mörtel der Zusammensetzung des Kalkmörtels gleicht, der für die Einbettung der Sitze des Zuschauerraums verwendet wurde. Dies legt nahe, dass die Bühnenfassade und der Zuschauerraum in derselben Phase erbaut bzw. umgebaut wurden.

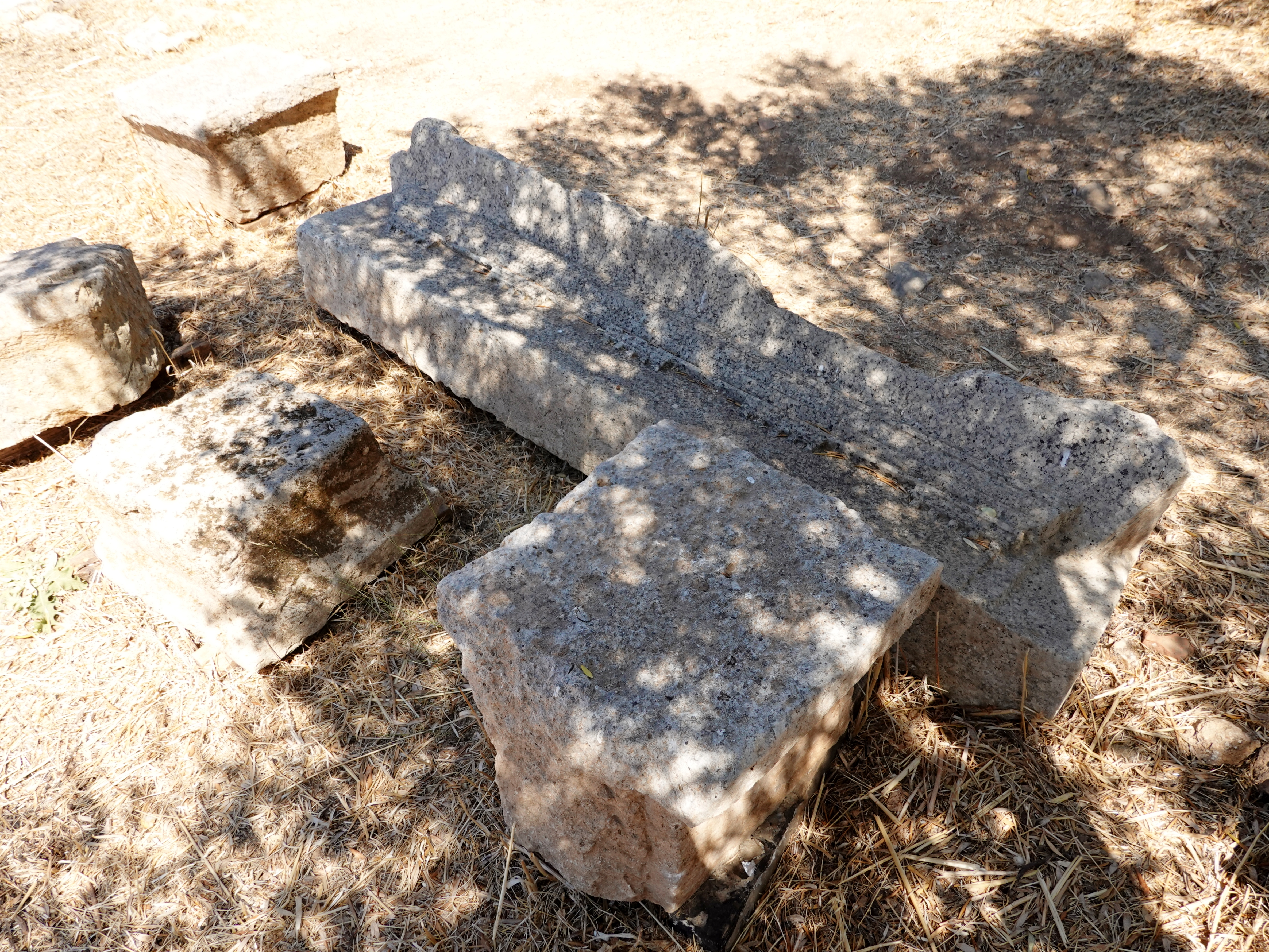
Teile des Bühnengebäudes

Im Hyposkenion (auch hyposcaenium), dem Bereich unter der Bühne, wurden architektonische Elemente der Dekoration der Bühnenfassade gefunden. Dabei handelt es sich um Gesimse und einen Sturz, der wahrscheinlich von der zentralen Tür (valva regia) stammt, da er direkt davor geborgen wurde. Daneben wurden auch die Sockel gefunden, die wahrscheinlich zu den Säulen gehörten, die auf den Vorsprüngen in der Fassade standen und Teil der Fassadenkomposition waren.
Auf den ursprünglich etwas größeren hellenistischen Nebenbühnen (paraskenia) an der Ost- und Westseite entstanden in der Bauphase des römischen Bühnengebäudes die Nebenbühnen, deren Reste heute noch sichtbar sind. Es handelte sich um 4,40 × 4,10 Meter große Räume mit drei Türen, jeweils eine in der Ost-, West- und Südwand. Von ihnen sind Teile einiger ihrer Steinpfosten und Spuren von an ihren Schwellen erhalten. Weiterhin sind Reste einiger Kalkmörtelböden vorhanden. Die Fußböden der Nebengebäude bestanden wie der der Bühne wahrscheinlich aus Holz.

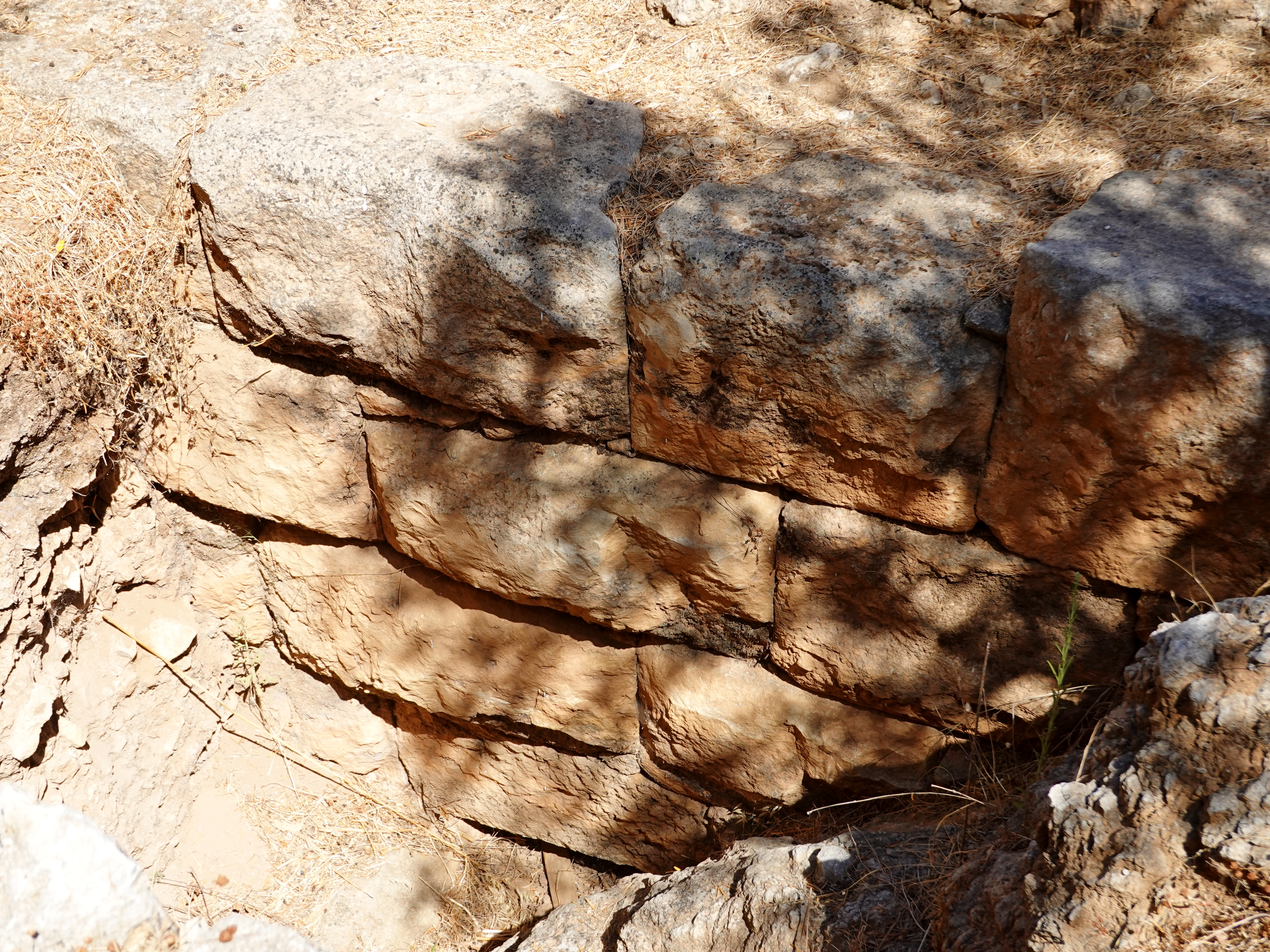
Hellenistische Stützmauer

Über die gesamte Länge des postsceniums ruht auf dem natürlichen Gestein eine starke Stützmauer aus der ersten Bauphase mit einer nach Süden ausgerichteten Fassade, die ähnlich aufgebaut ist, wie die Befestigungsmauer der Stadt und die Stützmauern der Zugänge (parodoi). Es handelt sich um die Südwand des hellenistischen Bühnengebäudes. Zu diesem Gebäude gehört das im Bereich des Hyposkenions entdeckte, in Lehm gelegte Trümmerfundament, das auf dem natürlichen, für diesen Zweck behauenen Felsen ruht; es folgt der gleichen Richtung. Da das Fundament der hellenistischen Südwand ungefähr 80 cm höher liegt, als der erhaltene Boden des Tanzplatzes (orchestra), ist davon auszugehen, dass der Tanzplatz des ersten Theaterbaus höher lag, als in der römischen Zeit.

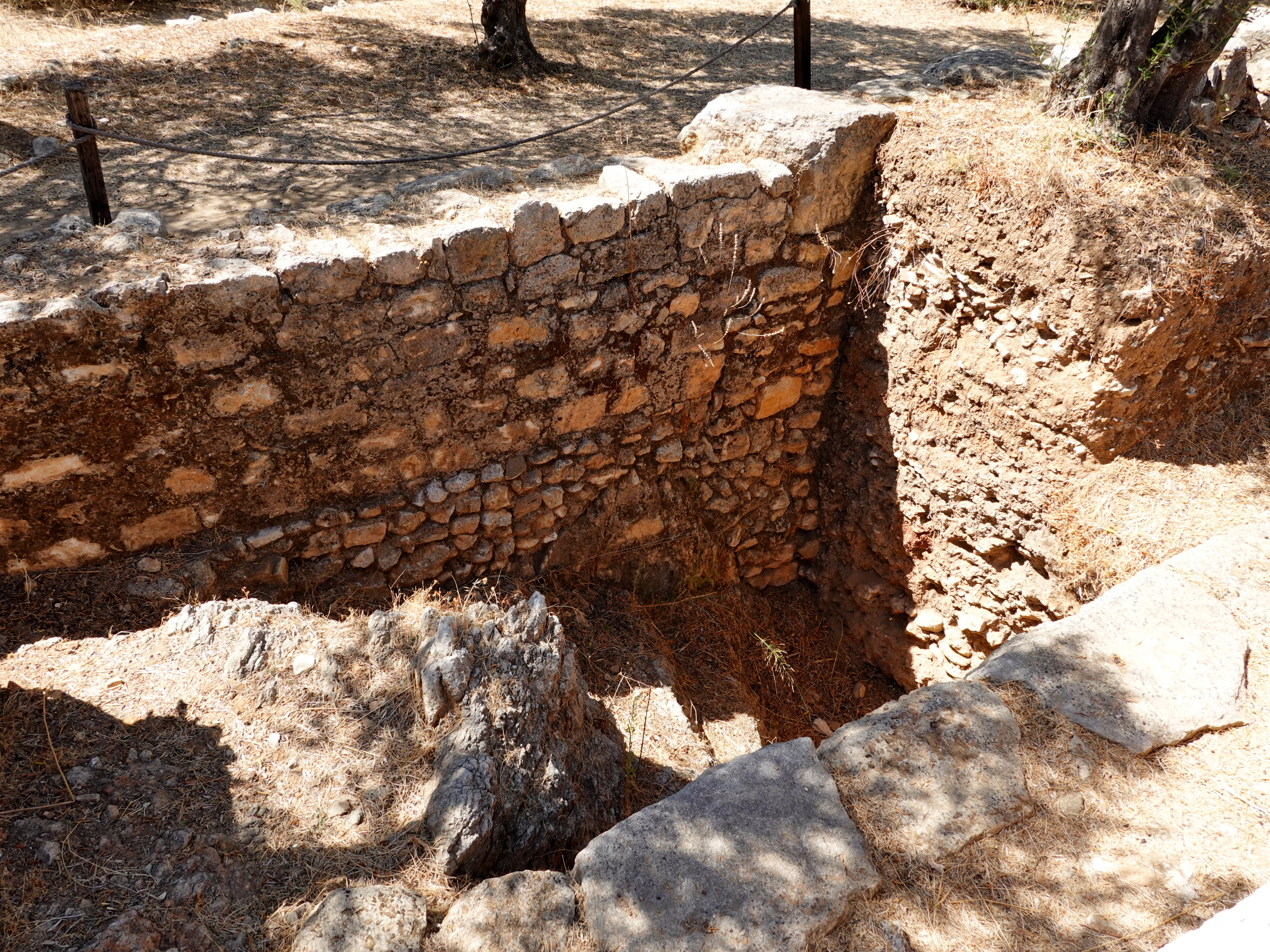
Südliche Außenwand

Das Bühnengebäude wird im Süden in einer Entfernung von etwa 3,35 Meter von einer starken Außenwand begrenzt, die bis zum Grundgestein reicht und das postscenium umschließt. Das bis auf eine Höhe von 3 Meter erhaltene Mauerwerk besteht aus unbearbeiteten und halbverkleideten Steinen, die mit Kalkmörtel gebunden sind. Die Oberseite besteht aus Steinblöcken der unteren hellenistischen Stützmauer, die grob in zufälligen Positionen verlegt wurden.

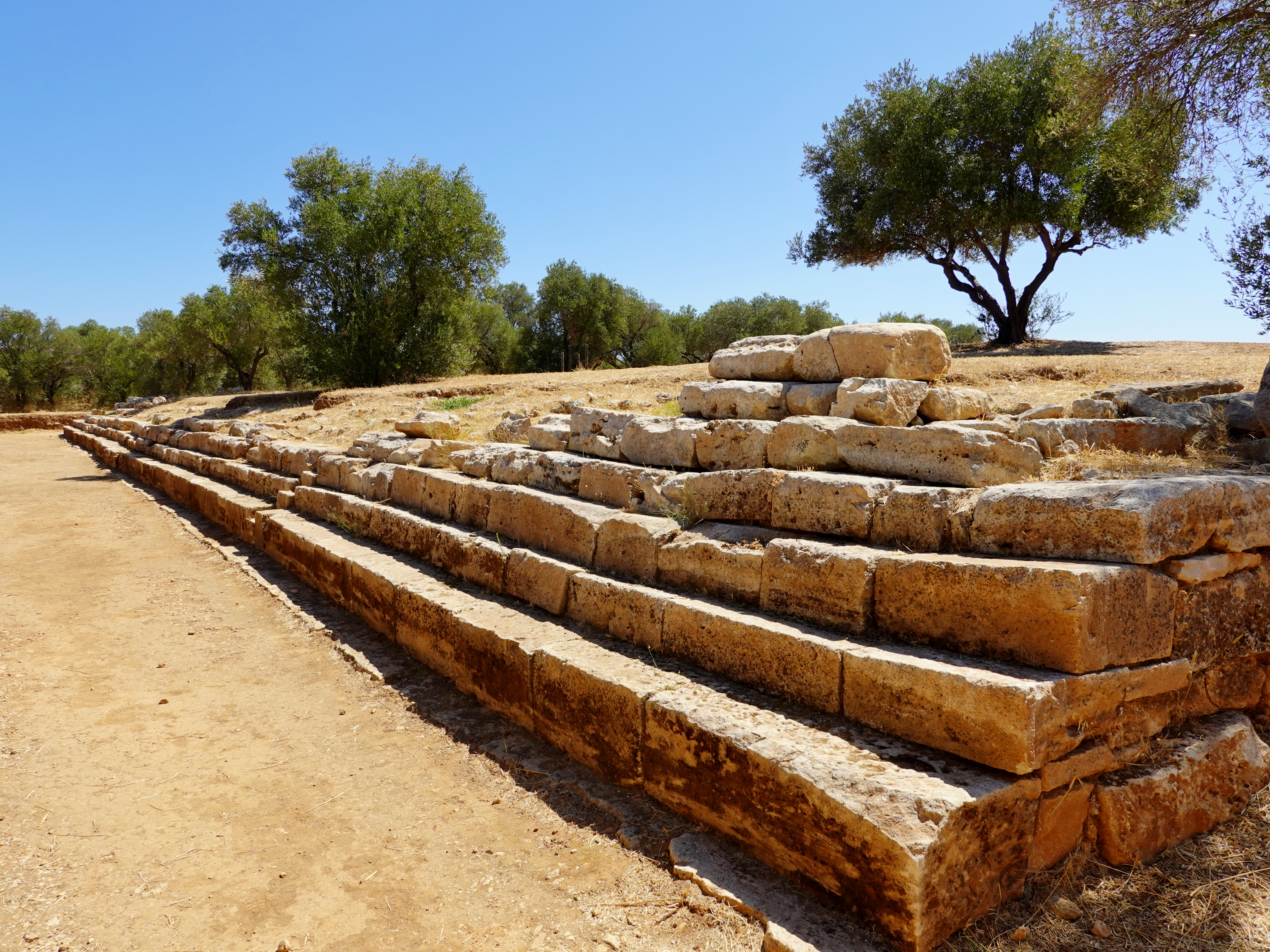
Stufenkonstruktion im Norden

Nördlich des Theaters wurde eine lange Stufenkonstruktion freigelegt, deren genaue Funktion noch nicht geklärt ist. Die Abmessungen der Stufen und der Abstand zwischen ihnen sowie die zwei eingefügten Treppen machen deutlich, dass es sich wahrscheinlich um einen Raum für die Betrachtung von Ereignissen handelte, die in dem Bereich davor stattfanden. In der Mitte des Bauwerks sind Steine ausgespart, die möglicherweise zur Unterstützung einer äußeren Plattform aus Holz diente. Gemessen an der Breite des Fundaments kann davon ausgegangen werden, dass es insgesamt mehr als 10 Stufen gab. Obwohl die Stufenkonstruktion auf die hellenistische Zeit datiert ist, gehört sie nicht zur ersten Bauphase des Theaters. Die Stufen müssen eine spätere Ergänzung gewesen sein.
Von August 2012 bis November 2015 wurde das Theater von Aptera restauriert und für die Besichtigung durch die Öffentlichkeit hergerichtet. Das Projekt umfasste die Restaurierung des Tanzplatzes (orchestra) und eines Teils des empfindlichen Lehmsteinfundaments der Sitze, die Neuanordnung der Steinblöcke der Zugänge (parodoi) in ihren ursprünglichen Positionen und die Instandhaltung und Restaurierung des Bühnengebäudes. Außerdem wurden die Umrisse des Theaters und der zwei gepflasterten Straßen, die den Zugang zum Theaterdenkmal ermöglichen, freigelegt.

Ansichten des Theaters
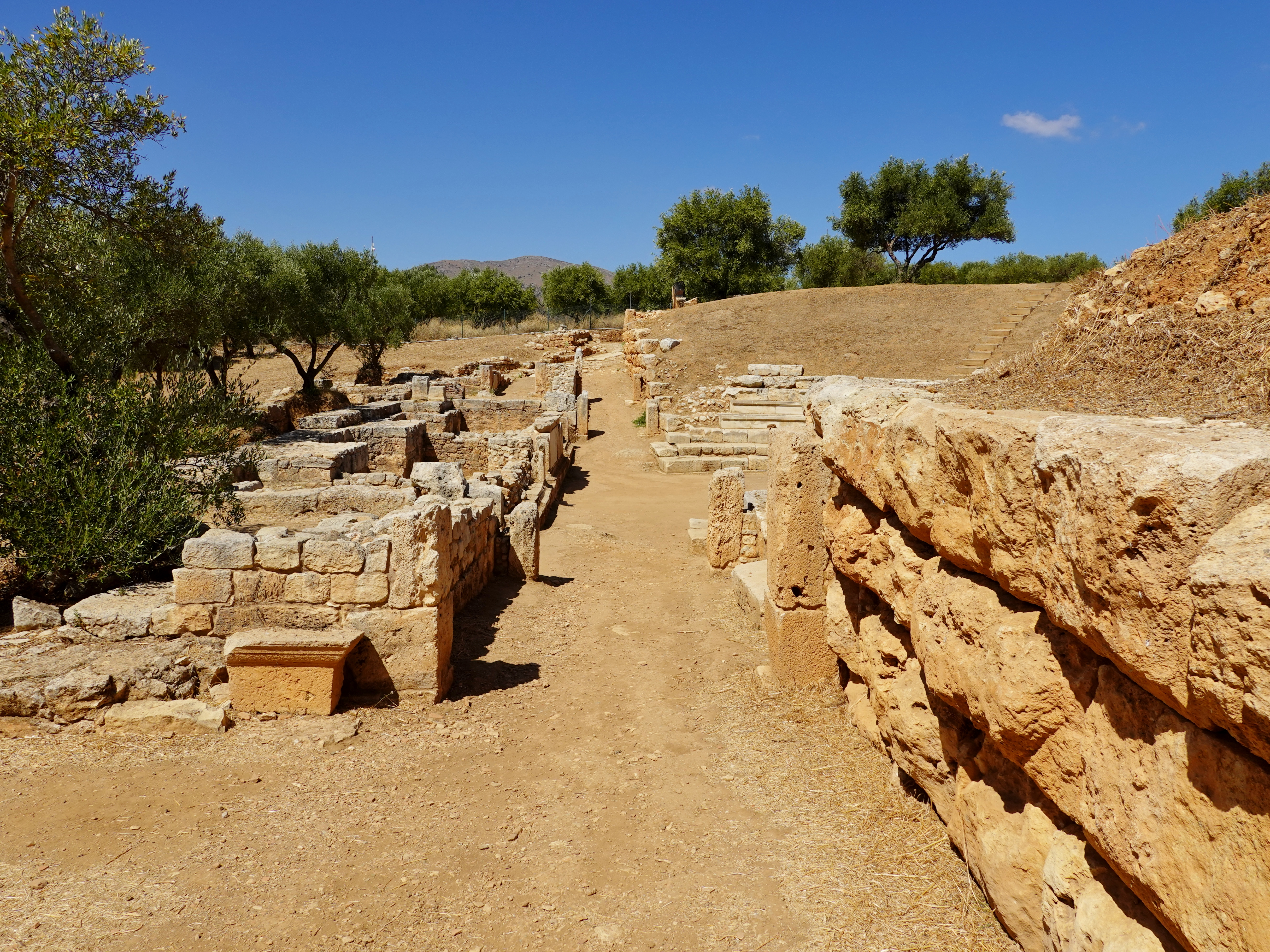
Zugänge (parodoi)
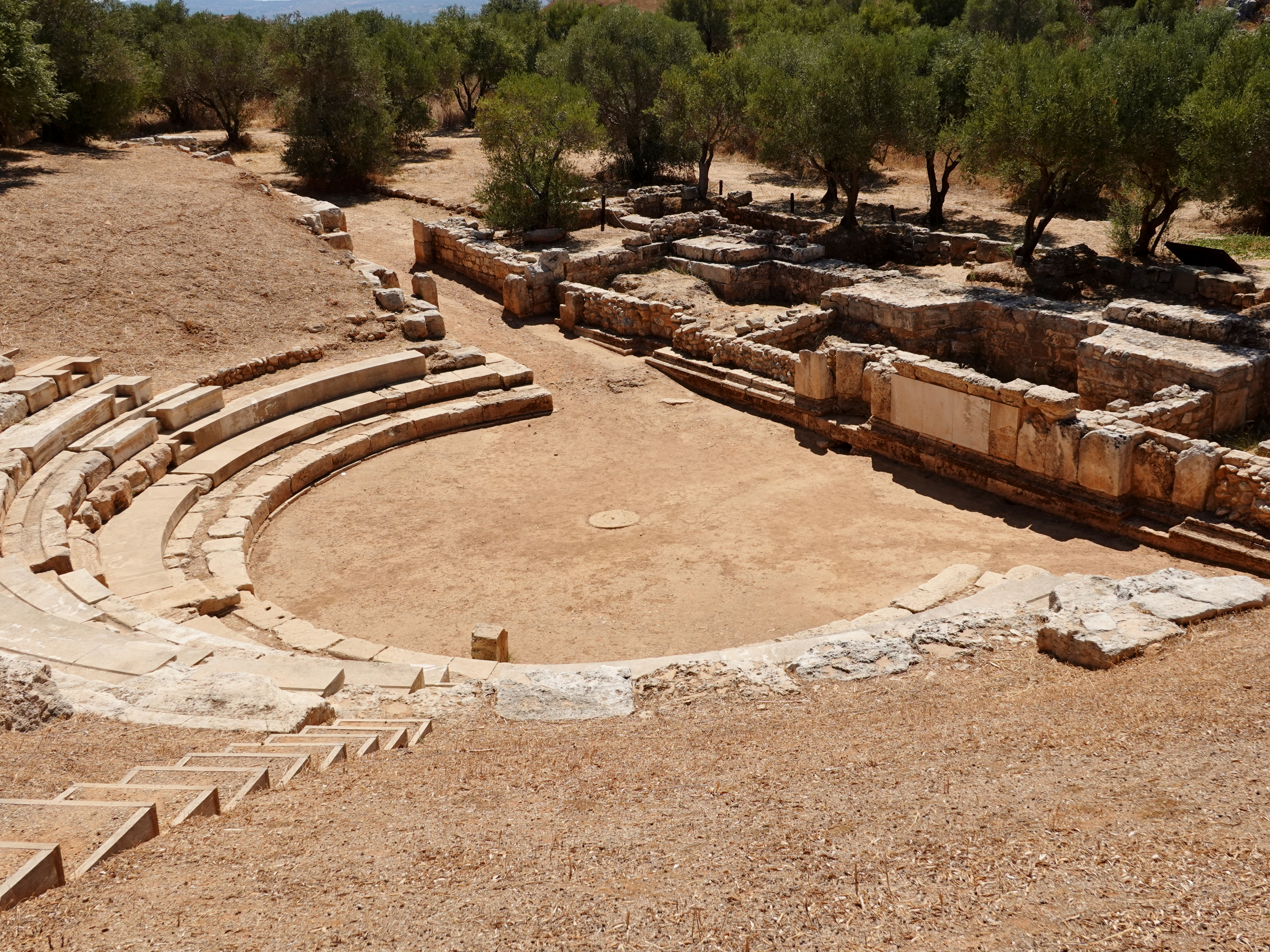
Tanzplatz (orchestra)
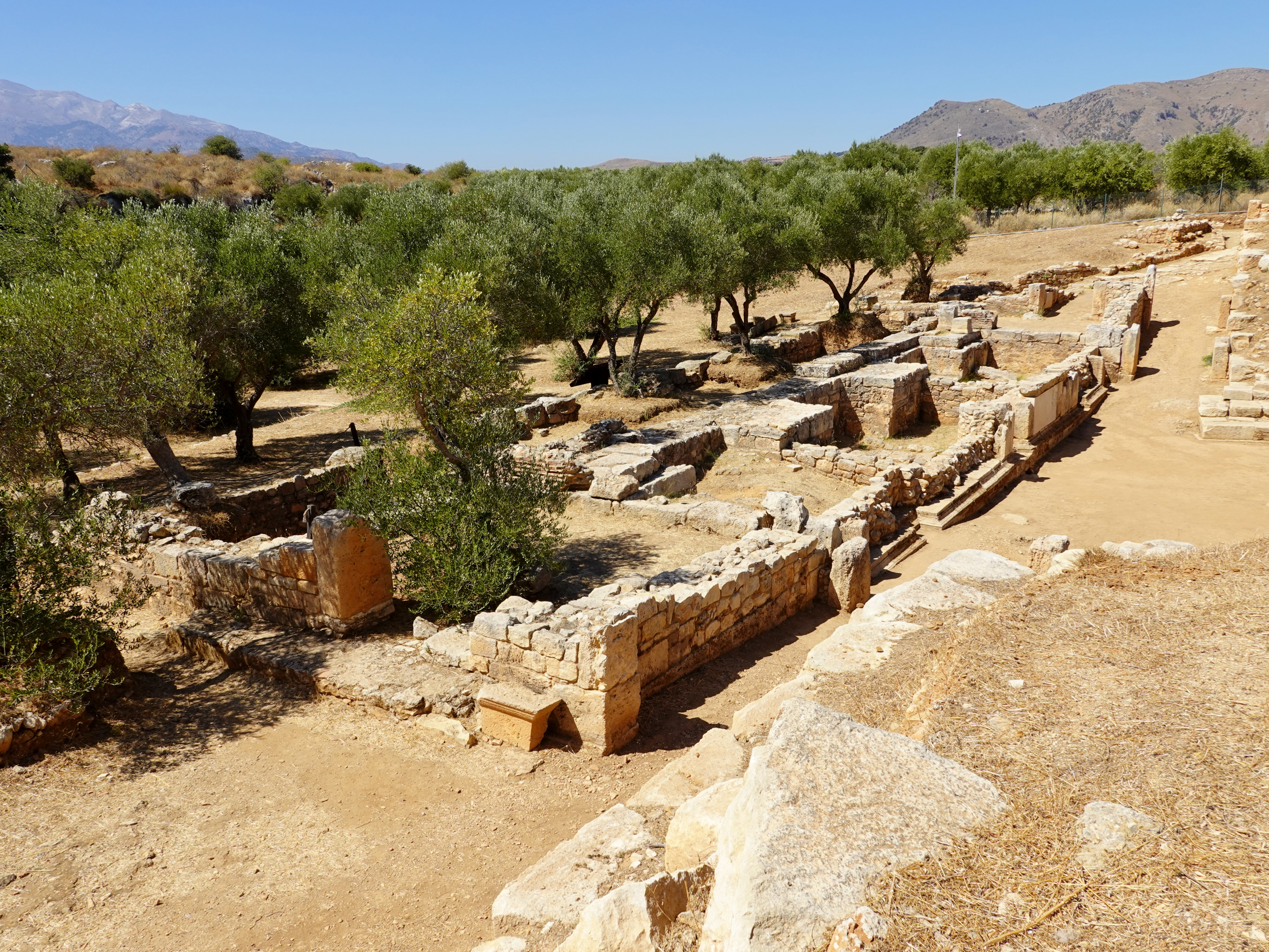
Bühnengebäude (skene)
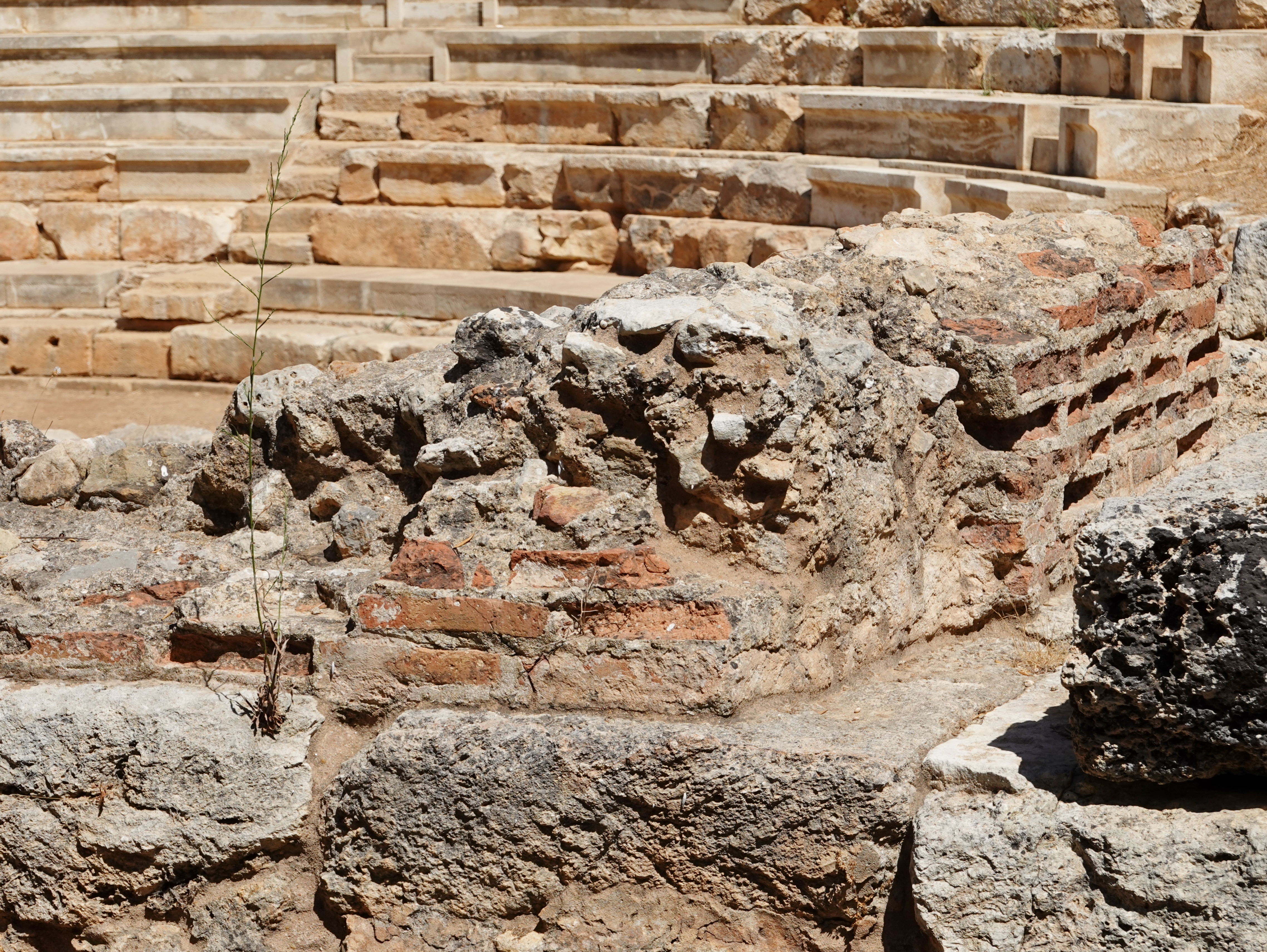
Römische Ziegelmauer